# Tadeusz Wyrzykowski (rzeźbiarz)
Tadeusz Wyrzykowski (ur. 18 listopada 1925 w Wołominie, zm. 1 listopada 2017) – polski artysta, malarz i rzeźbiarz, żołnierz Armii Krajowej i uczestnik powstania warszawskiego (w grupie artyleryjskiej „Granat”, pseudonim „Paleta”).

## Życiorys
Urodzony w 1925 w podwarszawskim Wołominie, miasteczku w 50% wyznania mojżeszowego rozwijającego się jako żydowskie miasto przemysłowe. Rodzina osiedliła się w Wołominie wraz z falą uciekinierów przed pogrormami żydów w Rosji. W 1939 uciekając, przed przesiedleniem do Getta Wołomińskiego, rodzina przeniosła się do Warszawy.
Po wojnie rozpoczął studia na Akademii Sztuk Pięknych w Krakowie a następnie na Akademii Sztuk Pięknych w Warszawie, gdzie w 1951 roku uzyskał dyplom na kierunku rzeźby (specjalizacji rzeźba architektoniczna) oraz ukończył IV rok malarstwa. Pod koniec studiów rozpoczął pracę w Biurze Projektów prof. Syrkusa, prowadząc pracownię projektowo-modelarską do listopada 1949 roku. W roku szkolnym 1948/49 pracował jako nauczyciel rysunku w gimnazjum w Warce. W latach 1950–1951 pracował jako asystent w Akademii Sztuk Pięknych, na Wydziale Rzeźby. W latach 1952–1954 wykonywał rekonstrukcje zniszczonych w Powstaniu Warszawskim ornamentów, rzeźb i sztukaterii w kościele św. Antoniego z Padwy na Czerniakowie w Warszawie wraz z zespołem malarzy – Ryszardem Politowskim i Andrzejem Romanowskim. Wykonywał również modele gipsowe i makiety na wystawy dla Przedsiębiorstwa Wystaw i Targów. Autor rzeźby „Najstarsza pracownica Zakładów Jedwabniczych w Mialanówku”, która pokazana została na wielu ówczesnych wystawach, a ostatecznie trafiła do magazynu Ministerstwa Przemysłu Lekkiego. W rzeczywistości rzeźba ta była naturalnych rozmiarów portretem przedwojennej właścicielki ziemskiej. W 1952 roku współpracował przy wykonaniu płaskorzeźby dla kina „Stolica”, w 1953 roku przy wystawie „Odrodzenie w Polsce”, a w 1955 roku w Klasztorze oo. Bernardynów w Skępem pod Toruniem.
Od 1956 roku był pracownikiem Państwowego Przedsiębiorstwa Pracownie Sztuk Plastycznych w Dziale Rzeźby i Malarstwa, odpowiedzialnym za prowadzenie realizacji pomników i rzeźb; uczestniczył w budowie warszawskich pomników m.in.: Fryderyka Chopina, Moniuszki, Bogusławskiego, Nike, Witosa. Równocześnie prowadził wiele mniejszych prac projektowych oraz wykonawczych pomniczków, popiersi, tablic pamiątkowych, kwater i cmentarzy wojennych. Największą i najpoważniejszą realizacją jest projektowany i budowany od 1960 roku Cmentarz Powstańców Warszawy. Wykonał projekt kwater wojennych oraz pomnika na cmentarzu przy ulicy Wałbrzyskiej, a także kwater wojennych na cmentarzu Wawrzyszewskim (we współpracy z Lubomirem Tomaszewskim).
Poza Warszawą projektował pomniki w Trojanowie koło Sochaczewa, Ciechanowie, Makowie Mazowieckim, Przasnyszu, Błoniu, „Dzieci Zamojszczyzny” w Siedlcach, w Łazach i wiele innych. Wchodził w skład zespołu kierującego budową pomników na Majdanku (według projektu Wiktora Tołkina) w latach 1969-1970. W 1969 roku ponadto koordynował budowę pomnika Walk i Męczeństwa na Starym Rynku w Bydgoszczy (autorstwa Franciszka Masiaka). Do Bydgoszczy trafił pomnik przeznaczony pierwotnie dla uczczenia bohaterów warszawskiego getta. Nie stanął on w Warszawie, gdyż władze państwowe po „wydarzeniach marcowych” 1968 roku straciły zainteresowanie w upamiętnianiu martyrologii getta, a "niezagospodarowany” pomnik trafił do Bydgoszczy, jako ekwiwalent zachodniej pierzei rynku, o rekonstrukcję której bydgoszczanie upominali się już od 1946 roku[3].  Z ramienia Urzędu Rady Ministrów w roku 1972 koordynował budowę pomnika „Żołnierza Polskiego i Antyfaszysty Niemieckiego” w Berlinie Wschodnim (autorstwa prof. Łodziany). W 1975 roku był kierownikiem zespołu montującego tablice pamiątkowe w Obozach Zagłady na terenie Austrii (Mauthausen, Melk, Harthein i inne).
Od czasu przejścia na emeryturę do śmierci malował, projektował oraz wykonywał nadzór autorski nad swoimi wcześniejszymi pracami.